# City of Lake Macquarie
City of Lake Macquarie is een Local Government Area (LGA) in Australië in de staat New South Wales. City of Lake Macquarie telt 193.092 inwoners. De hoofdplaats is Speers Point. Het is vernoemd naar het meer Lake Macquarie dat binnen de grenzen van de City of Lake Macquarie is gelegen.

## Plaatsen
City of Lake Macquarie telt 115 plaatsen en gehuchten, waaronder Awaba, Belmont, Cardiff, Charlestown, Cooranbong, Dora Creek, Glendale, Killingworth, Martinsville, Morisset, Mount Hutton, Speers Point, Swansea, Toronto, Warners Bay en een deel van Wyee.